# Lingua wuvulu-aua
Il wuvulu o wuvulu-aua o aua-viwulu o viwulu-aua è una delle lingue delle isole dell'Ammiragliato, parlata da un migliaio di locutori sulle isole di Wuvulu, Aua e Durour, nella Provincia di Manus di Papua Nuova Guinea. 
Si tratta di una lingua SVO.

## Classificazione
Secondo ethnologue 18ª edizione (2015) l'albero genealogico della lingua è il seguente:
(tra parentesi tonda, il numero di lingue che forma ogni gruppo)
[tra parentesi quadra il codice ISO 639-3.]
- Lingue austronesiane (1257)
  - Lingue maleo-polinesiache (1237)
    - Lingue oceaniche (513)
      - Lingue delle isole dell'Ammiragliato (31)
        - Orientali (23)
        - Occidentali (3)
          - Kaniet [ktk]
          - Seimat [ssg]
          - Wuvulu-Aua [wuv]

Perciò il gruppo delle Lingue delle isole dell'Ammiragliato occidentali, di cui il Wuvulu-Aua fa parte, è formato da sole tre lingue, di cui una (il Kaniet) ormai estinta.